# Gare de Munchhausen
Gare de Munchhausen vasútállomás Franciaországban, Munchhausen településen.

## Vasútvonalak
Az állomást az alábbi vasútvonalak érintik:
- Strasbourg-Lauterbourg-vasútvonal

## Kapcsolódó állomások
A vasútállomáshoz az alábbi állomások vannak a legközelebb:
- Gare de Mothern
- Gare de Seltz